# East Khasi Hills
East Khāsi Hills (engelska: East Khasi Hills District) är ett distrikt i Indien.   Det ligger i delstaten Meghalaya, i den östra delen av landet, 1 500 km öster om huvudstaden New Delhi. Antalet invånare är 825 922. Arean är 2 752 kvadratkilometer. East Khāsi Hills gränsar till Ri-Bhoi.
Terrängen i East Khāsi Hills är huvudsakligen bergig, men söderut är den kuperad.
Följande samhällen finns i East Khāsi Hills:
- Shillong
- Nongthymmai
- Cherrapunji